# グイーリア
グイーリア（伊: Guiglia）は、イタリア共和国エミリア＝ロマーニャ州モデナ県にある、人口約4,100人の基礎自治体（コムーネ）。

## 地理

### 位置・広がり

#### 隣接コムーネ
隣接するコムーネは以下の通り。括弧内のBOはボローニャ県所属を示す。
- マラーノ・スル・パーナロ
- パヴッロ・ネル・フリニャーノ
- サヴィニャーノ・スル・パーナロ
- バルサモッジャ (BO)
- ゾッカ

### 気候分類・地震分類
グイーリアにおけるイタリアの気候分類 (it) および度日は、zona E, 2877 GGである。
また、イタリアの地震リスク階級 (it) では、zona 3 (sismicità bassa) に分類される。

## 行政

### 分離集落
グイーリアには、以下の分離集落（フラツィオーネ）がある。
- Castellino, Gainazzo, Monteorsello, Pieve di Trebbio, Roccamalatina, Rocchetta, Samone